# Šport u 1878.
◄◄ | ◄ | 1875. | 1876. | 1877. | 1878.  | 1879. | 1880. | 1881. | ► | ►►
Arhitektura • Astronomija • Biologija • Film • Fotografija • Glazba • Kazalište • Kemija • Kiparstvo • Knjige • Književnost • Kršćanstvo • Meteorologija • Medicina • Planinarstvo • Politika • Pravo • Promet • Slikarstvo • Šport • Znanost • Željeznički promet
Šport u 1878.

## Svijet

### Osnivanja
- Everton F.C., engleski nogometni klub
- West Bromwich Albion F.C., engleski nogometni klub

## Vanjske poveznice
|  | Zajednički poslužitelj ima još gradiva o temi Šport u 1878. |